# Coppa Agostoni 1980
La Coppa Agostoni 1980, trentaquattresima edizione della corsa, si svolse il 23 agosto 1980 su un percorso di 209 km. La vittoria fu appannaggio dello svedese Tommy Prim, che completò il percorso in 5h13'20", precedendo l'italiano Wladimiro Panizza e lo svizzero Bruno Wolfer.

## Ordine d'arrivo (Top 10)
| Pos. | Corridore          | Squadra             | Tempo    |
| ---- | ------------------ | ------------------- | -------- |
| 1    | Tommy Prim         | Bianchi-Piaggio     | 5h13'20" |
| 2    | Wladimiro Panizza  | Gis Gelati          | s.t.     |
| 3    | Bruno Wolfer       | Bianchi-Piaggio     | s.t.     |
| 4    | Jørgen Marcussen   | Inoxpran            | s.t.     |
| 5    | Francesco Moser    | Sanson-Campagnolo   | a 31"    |
| 6    | Roger De Vlaeminck | Boule d'Or-Colnago  | s.t.     |
| 7    | Pierino Gavazzi    | Magniflex-Olmo      | s.t.     |
| 8    | Claudio Corti      | San Giacomo-Benotto | s.t.     |
| 9    | Per Bausager       | Inoxpran            | s.t.     |
| 10   | Mario Noris        | Magniflex-Olmo      | s.t.     |